# Karor
Karor (theo tiếng Hindi) cũng gọi koti (theo tiếng Pali tức Nam Phạn) là con số 10 triệu, tức 107. Danh từ này du nhập tiếng Anh dưới dạng crore.
Vùng Nam Á thường dùng đơn vị karor để gọi những con số lớn thay vì triệu (106) hay tỷ (109). Một karor là bằng 100 lakh, viết theo cách của Ấn thì 1 karor= 1,00,00,000 và 1 lakh= 1,00,000 (một trăm ngàn).